# Promnice (gmina Czerwonak)
Promnice (niem. Praemnitz) – wieś w Polsce położona w województwie wielkopolskim, w powiecie poznańskim, w gminie Czerwonak.

## Historia i obiekty
Wieś powstała w XVIII wieku w drodze kolonizacji olęderskiej, czego pamiątką jest zabudowa rozmieszczona przy ulicy biegnącej wzdłuż Warty. 
Przy szosie do Biedruska stoją pozostałości dawnej rzeźni z 1910. W XIX w. funkcjonowała cegielnia, która zaopatrywała Twierdzę Poznań oraz inne budynki w materiały budowlane.
Przy ul. Leśnej znajduje się nieczynny cmentarz ewangelicki, który jest ujęty w gminnej ewidencji zabytków.
W latach 1975–1998 miejscowość administracyjnie należała do województwa poznańskiego.